# Cantonul La Chapelle-en-Vercors
Cantonul La Chapelle-en-Vercors este un canton din arondismentul Die, departamentul Drôme, regiunea Rhône-Alpes, Franța.

## Comune
- La Chapelle-en-Vercors (reședință)
- Saint-Agnan-en-Vercors
- Saint-Julien-en-Vercors
- Saint-Martin-en-Vercors
- Vassieux-en-Vercors